# Roy Urquhart
O Major General Robert "Roy" Elliott Urquhart (28 de novembro de 1901 - 13 de dezembro de 1988) foi um militar britânico. Ele se tornou notório por sua liderança da 1ª Divisão Paraquedista Inglesa durante a malfadada Operação Market Garden.

## Juventude e carreira militar
Roy Urquhart nasceu em Shepperton, Middlesex, Inglaterra, filho de um dentista escocês, em 28 de novembro de 1901. Ele foi educado na St Paul's School, em Londres, e no Royal Military College, Sandhurst, e foi comissionado como segundo tenente na Highland Light Infantry (HLI) em 24 de dezembro de 1920. Promovido em 24 de dezembro de 1922 a tenente, e em 26 de março de 1929 a capitão, Urquhart serviu inicialmente no 1º Batalhão, HLI. Urquhart, quando estacionado em Malta com o 2º Batalhão, que de 1933 a 1936 serviu como ajudante, tornou-se amigo do ator David Niven, que lembrou Urquhart em sua autobiografia The Moon's a Balloon, descrevendo-o como "um soldado sério de grande charme e calor". Urquhart frequentou o Staff College de Camberley de 1936 a 1937 e, depois de se formar em Camberley, voltou ao 2º Batalhão de seu regimento, então comandado pelo Tenente Coronel Horatio Berney-Ficklin e servindo na Palestina durante a revolta árabe. Enquanto lá, Urquhart foi promovido a major em 1 de agosto de 1938, e em outubro foi enviado para a Índia como oficial de estado - maior, em maio de 1939 tornando-se vice-assistente do quartel-general (DAQMG) no QG do Exército, na Índia.

## Segunda Guerra Mundial
Urquhart estava servindo na Índia durante os primeiros anos da Segunda Guerra Mundial. Ele permaneceu lá até 1941, quando foi destacado para o Norte da África antes de ser nomeado oficial do estado-maior na 3ª Divisão de Infantaria, servindo no Reino Unido.  Posteriormente, sua carreira acelerou. Entre 1941 e 1942 foi promovido a tenente-coronel e comandou o 2º Batalhão de Infantaria Ligeira do Duque da Cornualha até 1942, quando foi nomeado oficial do estado-maior na 51ª Divisão de Infantaria (Highland), que então estava estacionada no Norte da África e comandada pelo Major General Douglas Wimberley. Por um curto período, ele comandou o 231º Grupo de Brigada de Infantaria, que entrou em ação na invasão Aliada da Sicília, mais tarde a invasão Aliada da Itália, antes de retornar à Inglaterra.

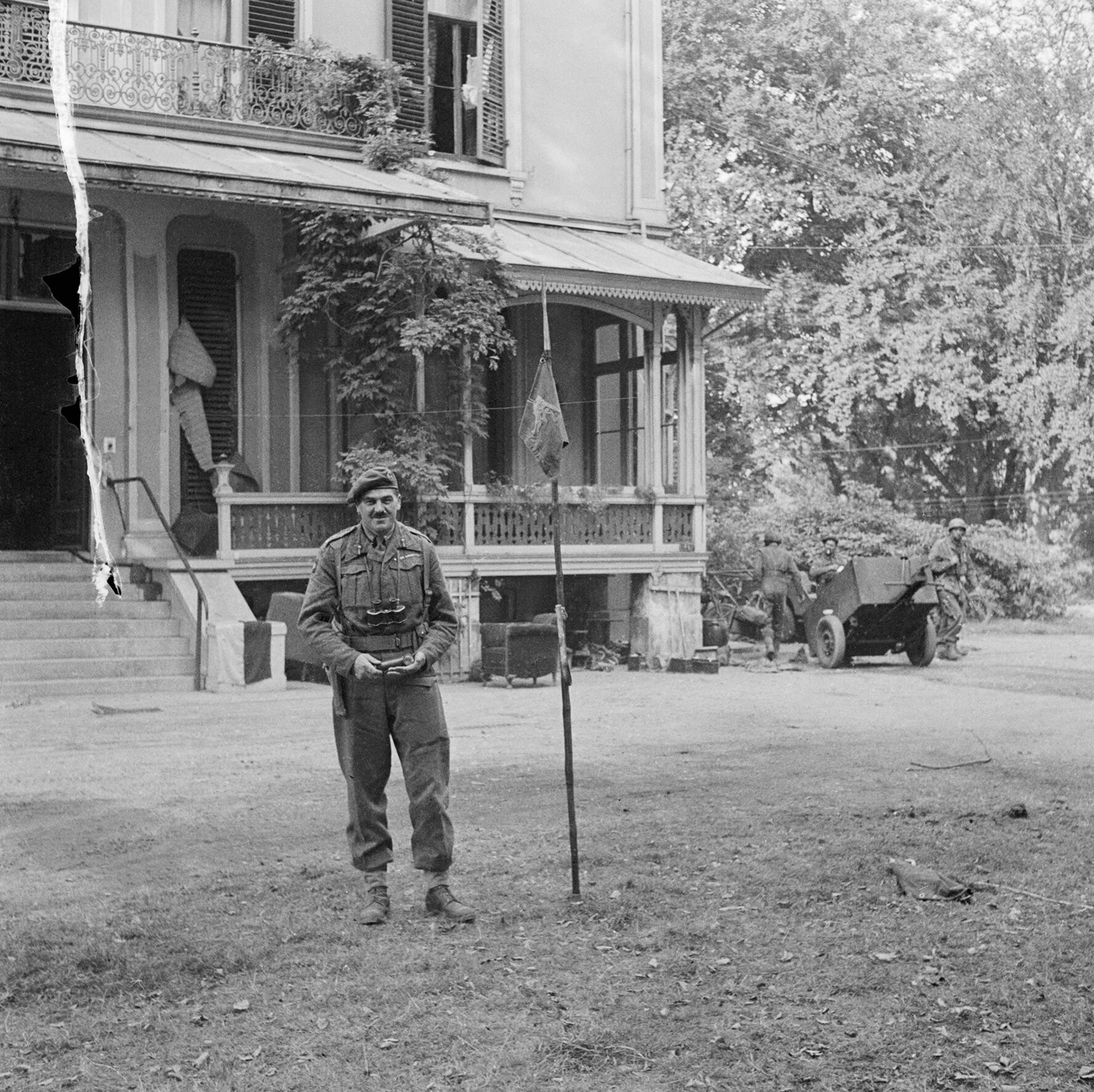
Major General Roy Urquhart em pé fora de seu quartel-general durante a Operação Market Garden, setembro de 1944.

### Arnhem
Até 1944, Urquhart era um oficial sênior do XII Corpo de exército. No entanto, naquele ano, ele recebeu o comando da 1ª Divisão Aerotransportada. Seu ex-comandante (Major-General George F. Hopkinson) foi morto nos primeiros estágios da Campanha Italiana, e seu sucessor, Brigadeiro Ernest Down, recebeu o comando da 44ª Divisão Aerotransportada Indiana na Índia. Urquhart era propenso a enjoos aéreos e nunca havia comandado ou, por falar nisso, sido membro de uma unidade aerotransportada. Embora um recém-chegado às operações aerotransportadas, Urquhart comandou sua divisão durante a Operação Market Garden em setembro de 1944, quando foi lançado em Arnhem, na Holanda, em uma tentativa de garantir uma travessia do rio Reno. Por nove dias, a divisão de Urquhart lutou sem apoio contra unidades blindadas do II SS Panzer Corps. Sofrendo baixas cada vez mais pesadas, as forças aerotransportadas britânicas desesperadamente se mantiveram em um perímetro defensivo cada vez menor até que ordens foram recebidas para que os remanescentes da divisão se retirassem através do Reno em 25 de setembro. Durante esses nove dias de combates pesados, a 1ª Divisão Aerotransportada havia perdido mais de três quartos de sua força. Destruída como uma formação de combate, a divisão foi retirada para o Reino Unido e não viu mais nenhuma ação na Segunda Guerra Mundial. Urquhart foi premiado com o Leão de Bronze holandês por seu comando.

### Noruega
Em maio de 1945, após a rendição alemã, Urquhart liderou uma 1ª Divisão Aerotransportada reconstituída como o guarda avançado da Força 134 na Operação Doomsday, a ocupação Aliada da Noruega. Durante seu tempo na Noruega, a divisão foi encarregada de supervisionar a rendição das forças alemãs, bem como prevenir a sabotagem de instalações militares e civis vitais. Devido a atrasos na chegada de tropas, Urquhart acabou entrando em Oslo em um carro do estado-maior alemão capturado, acompanhado apenas por quatro policiais militares e dois pelotões do 2º Batalhão, Regimento de South Staffordshire. Até a chegada de outras unidades da Força 134, bem como do Quartel-General das Forças Aliadas, Noruega, o Major General Urquhart e seu estado-maior tinham controle total sobre todas as atividades norueguesas. Isso significa que foi Urquhart quem deu as boas-vindas ao príncipe herdeiro Olaf da Noruega e três ministros que representam o governo norueguês quando eles chegaram em um cruzador da Marinha Real. O General Thorne chegou em 13 de maio para assumir o comando de todas as tropas aliadas na Noruega e, no final de agosto, a 1ª Divisão Aerotransportada retornou ao Reino Unido e se desfez. Urquhart foi premiado com a Ordem Norueguesa de São Olavo.

## Serviço pós-guerra
Após o fim da guerra, Urquhart tornou-se Diretor do Exército Territorial e da Força de Cadetes do Exército no Gabinete de Guerra em 1945, Oficial General Comandante da 16ª Divisão Aerotransportada do Exército Territorial em 1947 e Oficial General Comandante da 51ª / 52ª Divisão Escocesa até 1950 quando ele foi nomeado oficial-geral do comando da Malásia durante a emergência malaia. Ele se aposentou do exército em 1955.

## Curiosidades
Urquhart foi interpretado por Sean Connery no filme 1977 Uma Ponte Longe Demais, para que ele próprio atuou como consultor militar. Apesar de sua amizade anteriormente mencionado, com David Niven, em uma publicação sobre as filmagens do filme, ele foi citado como dizendo que ele não era muito fã de filme mesmo e não entendia por que suas filhas estavam tão entusiasmados com a seleção de Connery para interpretá-lo.